# Paroedura ibityensis
Espèce
Synonymes
- Paroedura bastardi ibityensis 
Rösler & Krüger, 1998

Statut de conservation UICN

 NT  : Quasi menacé
Paroedura ibityensis est une espèce de geckos de la famille des Gekkonidae.

## Répartition
Cette espèce est endémique de Madagascar.

## Étymologie
Son nom d'espèce, composé de ibity et du suffixe latin -ensis, « qui vit dans, qui habite », lui a été donné en référence au lieu de sa découverte, le mont Ibity.

## Publication originale
- Rösler & Krüger, 1998 : Eine neue Unterart von Paroedura bastardi (Mocquard, 1900) (Sauria: Gekkonidae) aus dem zentralen Hochland von Madagascar. Sauria, vol. 20, n. 2, p. 37-46.